# I liga urugwajska w piłce nożnej (1996)
- Mistrz Urugwaju 1996: CA Peñarol
- Wicemistrz Urugwaju 1996: Club Nacional de Football
- Copa Libertadores 1997: CA Peñarol, Club Nacional de Football (najlepsi w turnieju Liguilla Pre-Libertadores)
- Copa CONMEBOL 1997: Danubio FC (drugi w Liguilla Pre-Libertadores), Defensor Sporting (trzeci w Liguilla Pre-Libertadores)
- Spadek do drugiej ligi: Central Español Montevideo, Sud América Montevideo
- Awans z drugiej ligi: Racing Montevideo, Rentistas Montevideo

Mistrzostwa Urugwaju w roku 1996 podzielone zostały na dwa turnieje - Apertura i Clausura. Następnie mistrz turnieju Apertura stoczył pojedynek z mistrzem turnieju Clausura. Zwycięzca tego pojedynku został mistrzem Urugwaju, a przegrany - wicemistrzem. Na koniec sezonu rozegrany został turniej Liguilla Pre-Libertadores, który wyłonił kluby mające reprezentować Urugwaj w Copa Libertadores 1997 i Copa CONMEBOL 1997.

## Torneo Apertura 1996

### Apertura 1
| Mecze |
| --- |
| CA Peñarol – Sud América Montevideo 4:1 Washington Eduardo Tais 1, Federico Magallanes 12, Antonio Pacheco D’Agosti 56, Rubén Pereira 63 – Santiago Piaggio 4 |
| Central Español Montevideo – Club Nacional de Football 0:2 Rodrigo Javier Lemos 47, Juan Antonio González 77                                                  |
| CA Cerro – Liverpool Montevideo 0:0 |
| Montevideo Wanderers – Danubio FC 0:2 Inti Podestá 13, Enrique Ferraro 56k                                                                                    |
| Defensor Sporting – River Plate Montevideo 0:0 |
| Huracán Buceo Montevideo – Rampla Juniors 0:0 |

### Apertura 2
| Mecze |
| --- |
| Club Nacional de Football – CA Cerro 2:2 Rodrigo Javier Lemos 46, Álvaro Recoba 18 – Álvaro Fabián González 4, Luis Ernesto Jonne 53 |
| Liverpool Montevideo – Central Español Montevideo 1:1 Víctor Fabián Pacheco 79 – Edison Suárez 84                                    |
| Danubio FC – Rampla Juniors 0:0 |
| River Plate Montevideo – CA Peñarol 0:0                                                                                              |
| Defensor Sporting – Sud América Montevideo 1:1 Jorge da Silva 40 – Mario Orta 75k                                                    |
| Huracán Buceo Montevideo – Montevideo Wanderers 2:1 Carim Adippe 6, Larrosa 90 – Diego Rosa 4                                        |

### Apertura 3
| Mecze                                                                                        |
| -------------------------------------------------------------------------------------------- |
| Danubio FC – Club Nacional de Football 0:4 Néstor Correa 39, 54, 60, Rodrigo Javier Lemos 63 |
| Rampla Juniors – Montevideo Wanderers 2:0 Rafael Bianchi 61k, Antonio Cortazzo 77            |
| CA Cerro – Sud América Montevideo 4:0 Álvaro Fabián González 12, 57, Romero 41, Fernández 65 |
| Liverpool Montevideo – River Plate Montevideo 1:0 Edgardo Damián Simovic 69                  |
| Huracán Buceo Montevideo – Central Español Montevideo 1:0 Javier Barragán 48                 |
| CA Peñarol – Defensor Sporting 2:0 Antonio Pacheco D’Agosti 11, Gonzalo de los Santos 45     |

### Apertura 4
| Mecze |
| --- |
| Club Nacional de Football – River Plate Montevideo 4:1 Nelson Javier Abeijón 35, Juan Antonio González 66, 80, Néstor Correa 72 – Gustavo Díaz 64 |
| Central Español Montevideo – Rampla Juniors 1:2 Edison Suárez 64 – Rafael Bianchi 62, 78                                                          |
| Montevideo Wanderers – Sud América Montevideo 1:0 Sena 20                                                                                         |
| CA Cerro – CA Peñarol 2:4 Fernández 4, Roberto Arsenio Luzardo 77 – Nelson Daniel Gutiérrez 15, Heberley Sosa 60, 75, Carlos Alberto Aguilera 79  |
| Defensor Sporting – Huracán Buceo Montevideo 1:1 Sebastián Abreu 60 – Ricardo Canals 77k                                                          |
| Liverpool Montevideo – Danubio FC 1:1 Miguel Ángel Mesones 33 – Cartagena 65                                                                      |

### Apertura 5
| Mecze                                                                                           |
| ----------------------------------------------------------------------------------------------- |
| Central Español Montevideo – River Plate Montevideo 1:1 Maximiliano Castro 63 – Yari Silvera 51 |
| Sud América Montevideo – Huracán Buceo Montevideo 0:0                                           |
| CA Peñarol – Club Nacional de Football 2:0 Robert Lima 45, Antonio Pacheco D’Agosti 66          |
| Danubio FC – CA Cerro 0:0                                                                       |
| Montevideo Wanderers – Defensor Sporting 1:1 Duarte 78 – Marcelo Romero 20                      |
| Rampla Juniors – Liverpool Montevideo 2:1 Rafael Bianchi 52, 58 – Farto 76                      |

### Apertura 6
| Mecze |
| --- |
| Huracán Buceo Montevideo – CA Peñarol 2:3 Rubén Alzueta 49, Javier Barragán 61 – Washington Eduardo Tais 23, Luis Alberto Romero 32k, Heberley Sosa 69 |
| Sud América Montevideo – Rampla Juniors 0:0 |
| Central Español Montevideo – Montevideo Wanderers 0:1 Sena 82                                                                                          |
| Danubio FC – River Plate Montevideo 1:1 Marcelo Zalayeta 32 – Paredes 64                                                                               |
| Defensor Sporting – CA Cerro 4:1 Leonardo Sum 3, Sebastián Abreu 12, Marcelo Tejera 29, Antonio Vidal González 46 – Mario Regueiro 43                  |
| Liverpool Montevideo – Club Nacional de Football 0:3 Rodrigo Javier Lemos 9, 48, Jorge Daniel Puglia 64                                                |

### Apertura 7
| Mecze |
| --- |
| Sud América Montevideo – Central Español Montevideo 1:1 Máuber Torres 29 – Julio de Souza 17                                   |
| Club Nacional de Football – Defensor Sporting 1:3 Silva 46 – Pablo Fernando Hernández 8, Marcelo Tejera 42, Sebastián Abreu 59 |
| Danubio FC – CA Peñarol 1:0 Marco Eduardo Vanzini 31                                                                           |
| Rampla Juniors – River Plate Montevideo 2:2 Elbio Tolosa 48, Umpiérrez 53 – Legris 13, Gustavo Díaz 75                         |
| Montevideo Wanderers – Liverpool Montevideo 0:2 Edgardo Damián Simovic 46, Ductter 63                                          |
| CA Cerro – Huracán Buceo Montevideo 0:3 Carim Adippe 48, Ricardo Canals 78k, Elvio Pappa 88                                    |

### Apertura 8
| Mecze |
| --- |
| CA Peñarol – Liverpool Montevideo 2:2 Robert Lima 5, Pablo Bengoechea 72 – Ductter 16, Farto 50                                                   |
| Rampla Juniors – Club Nacional de Football 1:1 Rafael Bianchi 54 – Juan Antonio González 48                                                       |
| CA Cerro – Montevideo Wanderers 1:1 Óscar Javier Morales 7 – Martín del Campo 41                                                                  |
| Huracán Buceo Montevideo – Danubio FC 0:2 Marcelo Zalayeta 16, Javier Delgado 82                                                                  |
| Defensor Sporting – Central Español Montevideo 1:0 Jorge da Silva 82                                                                              |
| River Plate Montevideo – Sud América Montevideo 4:1 Hernán Rodrigo López 22, Gustavo Díaz 55, Vidal 77, Pablo Gaglianone 85 – Santiago Piaggio 65 |

### Apertura 9
| Mecze                                                                                           |
| ----------------------------------------------------------------------------------------------- |
| CA Peñarol – Rampla Juniors 1:0 Óscar Osvaldo Aguirregaray 53                                   |
| Danubio FC – Defensor Sporting 1:2 Marcelo Zalayeta 53 – Marcelo Romero 42, Sebastián Abreu 45k |
| Club Nacional de Football – Sud América Montevideo 0:0                                          |
| Liverpool Montevideo – Huracán Buceo Montevideo 0:1 Uriel Pérez 89                              |
| Montevideo Wanderers – River Plate Montevideo 1:0 Víctor Hugo Pedrozo 74                        |
| Central Español Montevideo – CA Cerro 0:2 De los Santos 26, Germán Pérez 70                     |

### Apertura 10
| Mecze |
| --- |
| Montevideo Wanderers – CA Peñarol 0:2 Danilo Baltierra 41, Robert Lima 54                                                                  |
| Defensor Sporting – Rampla Juniors 2:0 Andrés Fleurquín 46, Sebastián Abreu 50                                                             |
| Sud América Montevideo – Liverpool Montevideo 1:0 Vesino 30                                                                                |
| Danubio FC – Central Español Montevideo 2:1 Gabriel Maximiliano Migliónico 72, Javier Delgado 84 – Rómulo Danielo Fernández 12             |
| CA Cerro – River Plate Montevideo 0:1 Vidal 34                                                                                             |
| Huracán Buceo Montevideo – Club Nacional de Football 1:3 Javier Barragán 23 – Álvaro Recoba 41, Juan Antonio González 67, Néstor Correa 90 |

### Apertura 11
| Mecze |
| --- |
| CA Peñarol – Central Español Montevideo 1:3 Luis Alberto Romero 89 – Gustavo da Silva 40, Rómulo Danielo Fernández 72, Leonardo Correa 90       |
| CA Cerro – Rampla Juniors 1:0 Héctor Morán 8 |
| Sud América Montevideo – Danubio FC 0:2 Marcelo Zalayeta 14, 90 mecz rozegrany został w Paysandu                                                |
| Liverpool Montevideo – Defensor Sporting 0:2 Nicolás Olivera 77, Jorge da Silva 82                                                              |
| Huracán Buceo Montevideo – River Plate Montevideo 2:1 Rubén Alzueta 15k, Diego Jaume 46 – Paredes 6                                             |
| Club Nacional de Football – Montevideo Wanderers 5:1 Álvaro Recoba 43, Rodrigo Javier Lemos 61, 81k, Juan Antonio González 65, 79 – Delgado 73k |

### Tabela końcowa Apertura 1996
| Poz | Klub                       | Mecze | Zw | Rem | Por | Pkt | BrZd | BrStr |
| --- | -------------------------- | ----- | -- | --- | --- | --- | ---- | ----- |
| 1   | CA Peñarol                 | 11    | 7  | 2   | 2   | 23  | 21   | 11    |
| 2   | Defensor Sporting          | 11    | 6  | 4   | 1   | 22  | 17   | 8     |
| 3   | Club Nacional de Football  | 11    | 6  | 3   | 2   | 21  | 25   | 11    |
| 4   | Danubio FC                 | 11    | 5  | 4   | 2   | 19  | 12   | 9     |
| 5   | Huracán Buceo Montevideo   | 11    | 5  | 3   | 3   | 18  | 13   | 11    |
| 6   | Rampla Juniors             | 11    | 3  | 5   | 3   | 14  | 9    | 9     |
| 7   | River Plate Montevideo     | 11    | 2  | 5   | 4   | 11  | 11   | 13    |
| 8   | Montevideo Wanderers       | 11    | 3  | 2   | 6   | 11  | 7    | 17    |
| 9   | Liverpool Montevideo       | 11    | 2  | 4   | 5   | 10  | 8    | 13    |
| 10  | CA Cerro                   | 11    | 3  | 4   | 4   | 8*  | 13   | 15    |
| 11  | Sud América Montevideo     | 11    | 1  | 5   | 5   | 8   | 5    | 17    |
| 12  | Central Español Montevideo | 11    | 1  | 3   | 7   | 6   | 8    | 15    |

- CA Cerro – 5 punktów odjętych za incydenty w drugiej połowie meczu z Club Nacional de Football.

### Klasyfikacja strzelców Apertura 1996
| Gole | Piłkarz               | Klub                      |
| ---- | --------------------- | ------------------------- |
| 7    | Rodrigo Javier Lemos  | Club Nacional de Football |
| 7    | Juan Antonio González | Club Nacional de Football |
| 6    | Rafael Bianchi        | Rampla Juniors            |

## Torneo Clausura 1996

### Clausura 1
| Mecze |
| --- |
| Sud América Montevideo – CA Peñarol 0:3 Danilo Baltierra 48, Luis Alberto Romero 61, Heberley Sosa 72                      |
| Club Nacional de Football – Central Español Montevideo 1:0 Ravera 4                                                        |
| Liverpool Montevideo – CA Cerro 0:0                                                                                        |
| Danubio FC – Montevideo Wanderers 4:1 Javier Delgado 5, 9, Gabriel Maximiliano Migliónico 45, Inti Podestá 61 – De León 50 |
| River Plate Montevideo – Defensor Sporting 0:1 Nicolás Olivera 52                                                          |
| Rampla Juniors – Huracán Buceo Montevideo 1:1 Celli 70 – Carim Adippe 52                                                   |

### Clausura 2
| Mecze                                                                                      |
| ------------------------------------------------------------------------------------------ |
| Sud América Montevideo – Defensor Sporting 0:3 Sebastián Abreu 8, 67, Jorge da Silva 64    |
| CA Cerro – Club Nacional de Football 0:4 Juan Antonio González 40, 45, Silva 71, Ravera 86 |
| Central Español Montevideo – Liverpool Montevideo 0:0                                      |
| Rampla Juniors – Danubio FC 0:0                                                            |
| Montevideo Wanderers – Huracán Buceo Montevideo 0:0                                        |
| CA Peñarol – River Plate Montevideo 1:1 Luis Alberto Romero 76 – Gustavo Díaz 26           |

### Clausura 3
| Mecze |
| --- |
| Club Nacional de Football – Danubio FC 2:1 Juan Antonio González 66, 75 – Marcelo Zalayeta 19                                 |
| Sud América Montevideo – CA Cerro 0:3 Mario Regueiro 51, Álvaro Fabián González 73, 78                                        |
| Defensor Sporting – CA Peñarol 3:3 Héber Silva Cantera 7, Jorge da Silva 12k, 49 – Robert Lima 56, Luis Alberto Romero 57, 70 |
| Montevideo Wanderers – Rampla Juniors 0:1 Telesca 64                                                                          |
| River Plate Montevideo – Liverpool Montevideo 1:1 Pablo Gaglianone 54 – Ductter 89                                            |
| Central Español Montevideo – Huracán Buceo Montevideo 0:1 Mario Carballo 88                                                   |

### Clausura 4
| Mecze |
| --- |
| CA Cerro – CA Peñarol 1:5 Rodrigo Javier Lemos 17k – Luis Alberto Romero 1, 84k, 89, Carlos Alberto Aguilera 55, Gonzalo de los Santos 69                                                        |
| Sud América Montevideo – Montevideo Wanderers 0:2 walkower |
| River Plate Montevideo – Club Nacional de Football 3:5 Gustavo Díaz 21, Benzo 40, Raúl Alejandro Salazar 70 – Ravera 14, Juan Antonio González 46, Rodrigo Javier Lemos 63, Álvaro Recoba 78, 89 |
| Rampla Juniors – Central Español Montevideo 0:0 |
| Danubio FC – Liverpool Montevideo 4:2 Marcelo Zalayeta 21, 54, Javier Delgado 33, Enrique Ferraro 68 – Roberto Arsenio Luzardo 29k, Miguel Ángel Mesones 84                                      |
| Huracán Buceo Montevideo – Defensor Sporting 1:0 Cabrera 88 |

### Clausura 5
| Mecze |
| --- |
| Club Nacional de Football – CA Peñarol 2:1 Badell 77, Nelson Javier Abeijón 79 – Pablo Bengoechea 52                     |
| River Plate Montevideo – Central Español Montevideo 1:2 Gustavo Díaz 20 – Rómulo Danielo Fernández 1, Aguerre 52k        |
| CA Cerro – Danubio FC 2:2 Romero 6, Rodrigo Javier Lemos 31 – Gabriel Maximiliano Migliónico 2, Óscar Javier Morales 12s |
| Liverpool Montevideo – Rampla Juniors 0:0                                                                                |
| Defensor Sporting – Montevideo Wanderers 2:1 Andrés Fleurquín 35, Jorge da Silva 54 – Delgado 11                         |
| Huracán Buceo Montevideo – Sud América Montevideo 2:0 walkower                                                           |

### Clausura 6
| Mecze |
| --- |
| CA Peñarol – Huracán Buceo Montevideo 1:1 Antonio Pacheco D’Agosti 15 – Mario Carballo 36                                                                                                  |
| Rampla Juniors – Sud América Montevideo 2:0 walkower |
| Montevideo Wanderers – Central Español Montevideo 1:1 Diego Rosa 37 – Rómulo Danielo Fernández 31                                                                                          |
| CA Cerro – Defensor Sporting 0:0 |
| Club Nacional de Football – Liverpool Montevideo 5:2 Álvaro Recoba 26, 45, 66, Juan Antonio González 72, Nelson Javier Abeijón 87 – Roberto Arsenio Luzardo 41k, Martín Marcelo Arriola 59 |
| River Plate Montevideo – Danubio FC 4:1 Hebert dos Santos 3, Raúl Alejandro Salazar 5, Benzo 19, Yari Silvera 78 – Marcelo Zalayeta 83                                                     |

### Clausura 7
| Mecze |
| --- |
| Defensor Sporting – Club Nacional de Football 3:1 Marcelo Romero 1, De Lima 33, Raúl Ricardo dos Santos 85 – Ravera 21 |
| River Plate Montevideo – Rampla Juniors 1:1 Pablo Gaglianone 80k – Enrique Saravia 41                                  |
| Liverpool Montevideo – Montevideo Wanderers 1:1 Seoane 76 – Martín del Campo 59                                        |
| Huracán Buceo Montevideo – CA Cerro 0:0                                                                                |
| CA Peñarol – Danubio FC 3:1 Nelson Daniel Gutiérrez 46, Carlos Alberto Aguilera 61, 89 – Martín Rivas 32               |
| Central Español Montevideo – Sud América Montevideo 2:0 walkower                                                       |

### Clausura 8
| Mecze                                                                                            |
| ------------------------------------------------------------------------------------------------ |
| Liverpool Montevideo – CA Peñarol 1:0 Óscar Osvaldo Aguirregaray 40s                             |
| Danubio FC – Huracán Buceo Montevideo 2:1 Marco Eduardo Vanzini 44, 50 – Elvio Pappa 35          |
| Montevideo Wanderers – CA Cerro 2:2 Ramírez 49k, 69k – Rodrigo Javier Lemos 22k, Héctor Morán 60 |
| Central Español Montevideo – Defensor Sporting 0:0                                               |
| Club Nacional de Football – Rampla Juniors 2:0 Silva 36, Nelson Javier Abeijón 55                |
| Sud América Montevideo – River Plate Montevideo 0:2 walkower                                     |

### Clausura 9
| Mecze                                                                                                |
| --- |
| Rampla Juniors – CA Peñarol 4:1 Noble 5, 33k, Antonio Cortazzo 56, 66 – Robert Lima 7                |
| Danubio FC – Defensor Sporting 2:0 Traversa 66s, Javier Delgado 79k                                  |
| Huracán Buceo Montevideo – Liverpool Montevideo 2:1 Rubén Alzueta 58, 78 – Roberto Arsenio Luzardo 7 |
| Central Español Montevideo – CA Cerro 1:1 Rómulo Danielo Fernández 51 – Bártora 76                   |
| River Plate Montevideo – Montevideo Wanderers 3:0 Daniel Roselló 5, Pablo Gaglianone 18, Paredes 89  |
| Club Nacional de Football – Sud América Montevideo 2:0 walkower                                      |

### Clausura 10
| Mecze                                                                                     |
| ----------------------------------------------------------------------------------------- |
| CA Peñarol – Montevideo Wanderers 0:1 M.Menéndez 71                                       |
| Rampla Juniors – Defensor Sporting 0:0                                                    |
| Liverpool Montevideo – Sud América Montevideo 2:0 walkower                                |
| Central Español Montevideo – Danubio FC 2:0 Varela 73, Aguerre 81                         |
| River Plate Montevideo – CA Cerro 0:1 Rodrigo Javier Lemos 85                             |
| Club Nacional de Football – Huracán Buceo Montevideo 1:1 Parodi 55 – Nicolás Hernández 11 |

### Clausura 11
| Mecze |
| --- |
| Montevideo Wanderers – Club Nacional de Football 1:0 Duarte 71                                                                                      |
| CA Cerro – Rampla Juniors 1:2 Rodrigo Javier Lemos 24k – Enrique Saravia 34, 90                                                                     |
| Defensor Sporting – Liverpool Montevideo 1:1 M.Abreu 61 – Delgado 46                                                                                |
| Huracán Buceo Montevideo – River Plate Montevideo 0:0                                                                                               |
| CA Peñarol – Central Español Montevideo 4:2 Martín Adrián García 13, 38, Boris Silva Acuña 34, Martín Rodríguez 90 – Aguerre 62, Daniel Valverde 69 |
| Danubio FC – Sud América Montevideo 2:0 walkower |

### Tabela końcowa Clausura 1996
| Poz | Klub                       | Mecze | Zw | Rem | Por | Pkt | BrZd | BrStr |
| --- | -------------------------- | ----- | -- | --- | --- | --- | ---- | ----- |
| 1   | Club Nacional de Football  | 11    | 8  | 1   | 2   | 25  | 25   | 12    |
| 2   | Rampla Juniors             | 11    | 4  | 6   | 1   | 18  | 11   | 6     |
| 3   | Huracán Buceo Montevideo   | 11    | 4  | 6   | 1   | 18  | 10   | 6     |
| 4   | Defensor Sporting          | 11    | 4  | 5   | 2   | 17  | 13   | 9     |
| 5   | Danubio FC                 | 11    | 5  | 2   | 4   | 17  | 19   | 17    |
| 6   | CA Peñarol                 | 11    | 4  | 3   | 4   | 15  | 22   | 17    |
| 7   | Central Español Montevideo | 11    | 3  | 5   | 3   | 14  | 10   | 9     |
| 8   | River Plate Montevideo     | 11    | 3  | 4   | 4   | 13  | 16   | 13    |
| 9   | Montevideo Wanderers       | 11    | 3  | 4   | 4   | 13  | 10   | 14    |
| 10  | Liverpool Montevideo       | 11    | 2  | 6   | 3   | 12  | 11   | 14    |
| 11  | CA Cerro                   | 11    | 2  | 6   | 3   | 12  | 11   | 16    |
| 12  | Sud América Montevideo     | 11    | 0  | 0   | 11  | 0   | 0    | 25    |

## Tabela całoroczna 1996
| Poz | Klub                       | Mecze | Zw | Rem | Por | Pkt | BrZd | BrStr |
| --- | -------------------------- | ----- | -- | --- | --- | --- | ---- | ----- |
| 1   | Club Nacional de Football  | 22    | 14 | 4   | 4   | 46  | 50   | 23    |
| 2   | Defensor Sporting          | 22    | 10 | 9   | 3   | 39  | 30   | 17    |
| 3   | CA Peñarol                 | 22    | 11 | 5   | 6   | 38  | 43   | 28    |
| 4   | Huracán Buceo Montevideo   | 22    | 9  | 9   | 4   | 36  | 23   | 17    |
| 5   | Danubio FC                 | 22    | 10 | 6   | 6   | 36  | 31   | 26    |
| 6   | Rampla Juniors             | 22    | 7  | 11  | 4   | 32  | 20   | 15    |
| 7   | River Plate Montevideo     | 22    | 5  | 9   | 8   | 24  | 27   | 26    |
| 8   | Montevideo Wanderers       | 22    | 6  | 6   | 10  | 24  | 17   | 31    |
| 9   | Liverpool Montevideo       | 22    | 4  | 10  | 8   | 22  | 19   | 27    |
| 10  | Central Español Montevideo | 22    | 4  | 8   | 10  | 20  | 18   | 24    |
| 11  | CA Cerro                   | 22    | 5  | 10  | 7   | 20  | 24   | 31    |
| 12  | Sud América Montevideo     | 22    | 1  | 5   | 16  | 8   | 5    | 42    |

Bezpośrednio do drugiej ligi spadły Sud América Montevideo i Central Español Montevideo. Na ich miejsce awansowały dwa najlepsze kluby drugoligowe Racing Montevideo i Rentistas Montevideo. CA Cerro rozegrał baraż z trzecim zespołem z drugiej ligi Progreso Montevideo.
Baraż o utrzymanie się w pierwszej lidze
| Data             | Mecz                               |
| ---------------- | ---------------------------------- |
| 3 listopada 1996 | CA Cerro - Progreso Montevideo 1:1 |
| 6 listopada 1996 | Progreso Montevideo - CA Cerro 0:2 |

CA Cerro pozostał w pierwszej lidze, a Progreso Montevideo w drugiej.

### Klasyfikacja strzelców bramek
| Gole | Piłkarz               | Klub                      |
| ---- | --------------------- | ------------------------- |
| 13   | Juan Antonio González | Club Nacional de Football |

## Campeonato Uruguay 1996
O tytuł mistrza Urugwaju zmierzyli się mistrz turnieju Apertura CA Peñarol oraz mistrz turnieju Clausura Club Nacional de Football.
| Data                 | Mecz                                                                                           |
| -------------------- | ---------------------------------------------------------------------------------------------- |
| 13 października 1996 | CA Peñarol – Club Nacional de Football 1:0 Washington Eduardo Tais 83                          |
| 20 października 1996 | Club Nacional de Football - CA Peñarol 1:1 Juan Martín Parodi 59 – Antonio Pacheco D’Agosti 55 |

Mistrzem Urugwaju w roku 1996 został CA Peñarol, natomiast wicemistrzem – Club Nacional de Football.

## Torneo Nacional
Turniej miał na celu wyłonienie 6 klubów mających wziąć udział w 8- zespołowym turnieju Liguilla Pre-Libertadores. Pozostałe dwa miejsca zapewnili już sobie mistrzowie Apertura i Clausura CA Peñarol i Club Nacional de Football.
W turnieju wzięło udział 16 klubów - 7 zawodowych zespołów grających pod egidą urugwajskiej federacji piłkarskiej AUF i 9 półzawodowych klubów grających w rozgrywkach organizowanych przez federację klubów prowincjonalnych OFI.

### Pierwsza runda
Atlántida Juniors (Pando) – Defensor Sporting 0:0 i 1:4

San Eugenio (Artigas) – Danubio FC 0:2 i 1:2

Atenas San Carlos – River Plate Montevideo 1:1 i 1:1, awans River Plate po rzutach karnych

Ceibal (Salto) – Huracán Buceo Montevideo 0:3 i 5:5

Porongos Trinidad – Rampla Juniors 1:2 i 1:3

Liverpool Montevideo – CA Bella Vista 1:0 i 4:2

Central (Durazno) – Montevideo Wanderers 1:1 i 1:1, awans klubu Central po rzutach karnych

Plaza (Nueva Helvecia) – River Plate (Rocha) 3:2 i 1:2, awans klubu Riber Plate po rzutach karnych

### Druga runda
River Plate (Rocha) – Defensor Sporting 0:0 i 1:4

Rampla Juniors – River Plate Montevideo 0:0 i 0:3

Central (Durazno) – Danubio FC 0:0 i 1:2

Liverpool Montevideo – Huracán Buceo Montevideo 0:0 i 1:2

Zwycięzcy w drugiej rundzie zakwalifikowali się do Liguilla Pre-Libertadores - przegrani rozegrali dodatkowe mecze o dwa wolne miejsca.

### Runda przegranych
Rampla Juniors – River Plate (Rocha) 3:0 i 1:0

Liverpool Montevideo – Central (Durazno) 5:1 i 2:1

## Liguilla Pre-Libertadores 1996

### Kolejka 1
| Mecze: 15 – 16 listopada 1996 |
| --- |
| Danubio FC – Huracán Buceo Montevideo 3:1 Marcelo Zalayeta 54k, Gabriel Maximiliano Migliónico 58, Christian Callejas 68 – Fernando Kanapkis 47 |
| Rampla Juniors – CA Peñarol 1:2 Lasarte 33 – Martín Adrián García 54, 84                                                                        |
| Liverpool Montevideo – Defensor Sporting 1:0 Aguirre 80                                                                                         |
| River Plate Montevideo – Club Nacional de Football 0:1 Álvaro Recoba 64                                                                         |

### Kolejka 2
| Mecze: 18 – 19 listopada 1996                                                                   |
| ----------------------------------------------------------------------------------------------- |
| Defensor Sporting – River Plate Montevideo 2:1                                                  |
| Danubio FC – CA Peñarol 1:1 Javier Delgado 8 – Marcelo de Souza 77                              |
| Huracán Buceo Montevideo – Club Nacional de Football 1:1 Fernando Kanapkis 70 – Diego Jaume 45s |
| Liverpool Montevideo – Rampla Juniors 2:1 Delgado 5, Madrid 62 – Noble 70k                      |

### Kolejka 3
| Mecze: 22 – 23 listopada 1996 |
| --- |
| Liverpool Montevideo – CA Peñarol 2:5 Aguirre 8, Marrero 21k – Robert Lima 12, José Enrique de los Santos 46, Martín Adrián García 53, Marcelo de Souza 79, Andrée González 88 |
| Danubio FC – Club Nacional de Football 1:2 Javier Delgado 36k – Álvaro Recoba 27, Juan Antonio González 73                                                                     |
| Defensor Sporting – Rampla Juniors 3:0 Héber Silva Cantera 37, Pérez 71, Nicolás Olivera 75                                                                                    |
| River Plate Montevideo – Huracán Buceo Montevideo 0:0 |

### Kolejka 4
| Mecze: 25 – 26 listopada 1996                                                                                                |
| --- |
| Liverpool Montevideo – Huracán Buceo Montevideo 1:0 Delgado 51                                                               |
| Rampla Juniors – Club Nacional de Football 1:5 Antonio Cortazzo 4 – Enrique Saravia 11s, Álvaro Recoba 29, 43, 83, Ravera 31 |
| River Plate Montevideo – Danubio FC 2:0 Gustavo Díaz 37, López 52                                                            |
| CA Peñarol – Defensor Sporting 0:1 Abreu 90                                                                                  |

### Kolejka 5
| Mecze: 28 – 29 listopada 1996                                                                                              |
| --- |
| Rampla Juniors – River Plate Montevideo 1:4 Carrasco 65 – Gustavo Díaz 26, López 59, Yari Silvera 63, Picún 75             |
| CA Peñarol – Huracán Buceo Montevideo 0:0                                                                                  |
| Danubio FC – Liverpool Montevideo 3:1 Marcelo Zalayeta 10, Gabriel Maximiliano Migliónico 73, 86 – Fabián Andrés Césaro 76 |
| Club Nacional de Football – Defensor Sporting 2:1 Nelson Javier Abeijón 76, S.Fernández 90 – De Lima 23k                   |

### Kolejka 6
| Mecze: 1 – 2 grudnia 1996 |
| --- |
| Club Nacional de Football – CA Peñarol 2:0 Ravera 39, 45 |
| Danubio FC – Rampla Juniors 3:0 Javier Delgado 16, 40, 82 k |
| River Plate Montevideo – Liverpool Montevideo 2:2 Gustavo Díaz 5k, 58 – Marrero 52, Víctor Fabián Pacheco 79 mecz przerwany został 2 grudnia w 9 minucie - dokończony 3 grudnia 1996 |
| Huracán Buceo Montevideo – Defensor Sporting 0:4 Leonardo Sum 15, Abreu 78, 85, Pablo Fernando Hernández 82                                                                          |

### Kolejka 7
| Mecze: 5 – 6 grudnia 1996 |
| --- |
| Club Nacional de Football – Liverpool Montevideo 4:2 Ostolaza 4, Tito 59, 80, Álvaro Recoba 90k - Delgado 37, Roberto Arsenio Luzardo 68k |
| Danubio FC – Defensor Sporting 1:0 Gabriel Maximiliano Migliónico 36                                                                      |
| Rampla Juniors – Huracán Buceo Montevideo 0:5 Uriel Pérez 36, 63, 76, Elbio Tolosa 40s, Carim Adippe 57                                   |
| CA Peñarol – River Plate Montevideo 3:0 Carlos Alberto Aguilera 18, 46k, 59                                                               |

### Tabela końcowa Liguilla Pre-Libertadores 1996
| Poz | Klub                      | Mecze | Zw | Rem | Por | Pkt | BrZd | BrStr |
| --- | ------------------------- | ----- | -- | --- | --- | --- | ---- | ----- |
| 1   | Club Nacional de Football | 7     | 6  | 1   | 0   | 19  | 17   | 6     |
| 2   | Danubio FC                | 7     | 4  | 1   | 2   | 13  | 12   | 7     |
| 3   | Defensor Sporting         | 7     | 4  | 0   | 3   | 12  | 11   | 5     |
| 4   | CA Peñarol                | 7     | 3  | 2   | 2   | 11  | 11   | 7     |
| 5   | Liverpool Montevideo      | 7     | 3  | 1   | 3   | 10  | 11   | 15    |
| 6   | River Plate Montevideo    | 7     | 2  | 2   | 3   | 8   | 9    | 9     |
| 7   | Huracán Buceo Montevideo  | 7     | 1  | 3   | 3   | 6   | 7    | 9     |
| 8   | Rampla Juniors            | 7     | 0  | 0   | 7   | 0   | 4    | 24    |

Zwycięzca turnieju Liguilla Pre-Libertadores Club Nacional de Football uzyskał prawo gry w Copa Libertadores 1997, natomiast drugi w tabeli Danubio FC musiał rozegrać baraż z aktualnym mistrzem Urugwaju CA Peñarol.
| Data            | Mecz                                                                                     |
| --------------- | ---------------------------------------------------------------------------------------- |
| 18 grudnia 1996 | CA Peñarol – Danubio FC 2:1 Carlos Alberto Aguilera, Edgardo Adinolfi – Marcelo Zalayeta |

Drugim klubem urugwajskim, który zakwalifikował się do Copa Libertadores 1997 został CA Peñarol.